# Take That
Take That es una boy band de pop británica. Actualmente, está compuesta por Gary Barlow, Mark Owen y Howard Donald. Otros dos componentes que pertenecieron al grupo en el pasado fueron Robbie Williams, que se separó del grupo en 1996; aunque años después se reintegraría al grupo para el disco Progress (2010) y su correspondiente gira, y Jason Orange, quien anunció su marcha del grupo en septiembre de 2014.
En total, el grupo ha tenido 28 sencillos Top 40 y 16 sencillos Top 5 en el Reino Unido solo, de los cuales 12 han alcanzado el número 1, además de contar con siete álbumes número 1. En el plano internacional, la banda ha tenido 54 éxitos número uno y 35 álbumes número 1. Dominó las listas del Reino Unido en la primera mitad de la década de 1990, ganando varios premios BRIT con dos de los álbumes más vendidos de la década: Everything Changes y Greatest Hits.
El 9 de mayo de 2006, se anunció que el grupo estaba preparado para grabar nuevo material juntos, una vez más, su cuarto álbum de estudio, Beautiful World, fue lanzado en 2006 y fue seguido por The Circus, en 2008. El grupo alcanzó un nuevo éxito como una banda de cuatro, anotando una cadena de éxitos de las listas en el Reino Unido y Europa, mientras que tomando el número de discos vendidos a 45 millones en todo el mundo.
Robbie Williams volvió a Take That en 2010 en el sexto álbum de estudio de la banda, Progress. Fue lanzado el 15 de noviembre de ese año y se convirtió en el álbum más vendido del siglo XXI, el segundo más vendido álbum de la historia británica.
Desde 2011, Take That ha establecido el nuevo récord de la gira más rápidamente vendida de todos los tiempos en el Reino Unido con Progress Live, superando el récord anterior establecido por su gira Circus en 2009, ganó el premio BRIT como Mejor grupo británico, y fueron nombrados como artista de Amazon música más vendida de todos los tiempos. En 2012, la banda se dieron a conocer por la revista Forbes como las estrellas de la música de mayores ingresos en el mundo ocupando el quinto puesto. En el mismo año, the Official Charts Company reveló la artista de mayor venta en la historia británica de sencillos con Take That actualmente colocado en el 15 en general, por lo que es la boy band más exitosa en la historia de listas del Reino Unido desde los Beatles.

## Historia

### 1989-93: Formación, primeros sencillos yTake That & Party
Todo empezó en 1990, cuando Nigel Martin-Smith decidió formar un grupo de chicos, para lo que unió a Jason, Howard, Mark y Gary. Meses después y habiendo leído un anuncio en un periódico, Robbie apareció en la agencia de Nigel y, tras cantar una canción de Jason Donovan, pasó a ser el quinto miembro de la banda. De esta forma el grupo estaba listo. Solo les faltaba el nombre.
En un principio decidieron llamarse “Take that & party” después de haber leído esta inscripción en un póster de Madonna, pero al conocer la existencia de un grupo americano llamado “The party”, decidieron acortar el nombre, pasando la banda a llamarse “TAKE THAT”. Ese mismo año, tras firmar su contrato con Nigel, Take That había nacido oficialmente.
En julio de 1991 editaron su primer sencillo “Do What U Like”, alcanzando el puesto 82 de las listas de UK. A pesar de no lograr el éxito que los chicos esperaban, RCA confió en ellos y en noviembre de ese mismo año, editó su segundo sencillo “Promises” que consiguió llegar al puesto 38. Take That empezó entonces a hacer pequeñas giras por escuelas, bares,… En enero del 92 salió a la luz “Once you’ve tasted love” y los chicos empezaron a promocionarlo ya en programas de televisión. A pesar de ello, el sencillo solo alcanzó el puesto 47, por lo que temían que RCA no les siguiera apoyando.
Después de meses de duro trabajo, en mayo editaron una versión del clásico “It only takes a minute” consiguiendo el puesto 7 de las listas de éxitos. Todo el mundo empezaba ya a hablar de Take That, y ese año consiguieron una nominación para los premios “Top of the pops”. Después vino “I found heaven” (puesto 15) y, por fin, una balada, “A million love songs” que Gary compuso cuando tenía solo 15 años, y que alcanzó el puesto número 7.
El 92 fue el año en el que vio la luz su primer álbum “Take that & party” y también el año en el que tuvo lugar su primer y ansiado Tour “de verdad”: Take That UK tour ‘92”. Los chicos siguieron ganando fama con sus siguientes singles: “Could it be magic” (#3) y “Why can’t I wake up with you” (#2)

### 1993-96: Éxitos conEverything Changes, Nobody Else y separación
En octubre de 1993 Take That publica su segundo álbum, titulado "Everything Changes", con el que entran directamente en la primera posición de las listas de éxitos y con varios temas en el primer puesto de las listas de sencillos. Take That multiplica su actividad, apareciendo en agotadores tours, entrevistas y actuaciones. Su primer número uno “Pray”, editado en julio del 93. El sencillo se mantuvo en el primer puesto durante semanas, haciendo de Pray la canción del verano en UK.
Después de este éxito, vinieron más como “Relight my fire” (cantada con la estrella de los 60, Lulu), “Babe”, “Everything changes”, alcanzando todas ellas el número 1 de las listas de éxitos. “Love ain’t here anymore” logró el puesto número 3, lo que hizo pensar que el éxito podía haberles abandonado, pero nada más lejos de la realidad. En octubre del 94 salió un anticipo de su tercer álbum, “Sure”, que como no, alcanzó el puesto número 1.
Su popularidad iba en aumento, lo que les hizo ganar varios premios. En los TV Hits Take That ganó los premios a: “mejor grupo”, “mejor single”, “mejor vídeo” (Sure), “mejor álbum” (Everything changes) y “mejor concierto” (Take That Pops). Mark consiguió los premios a “chico más sexy del planeta”, “mejor corte de pelo” y “persona mejor vestida” y Robbie fue nombrado “persona más divertida del planeta”.
Su primer sencillo del ’95 fue “Back for good” que alcanzó también el puesto número 1 y les dio la fama mundial. Después vino su tercer álbum, que consiguió ser todo un exitazo.
Cuando todo parecía ir sobre ruedas y, tras la edición del sencillo “Never forget”, el 17 de julio de 1995 Robbie anunciaba que dejaba el grupo. Por entonces, Williams se había vuelto rebelde, tenía muchas discusiones con sus compañeros (en especial con Gary Barlow) y había caído en las drogas. Fue algo totalmente inesperado, que sentó a todo el mundo como un jarro de agua fría. Con una enorme gira a la vuelta de la esquina, Gary, Mark, Jason y Howard se encontraban ante el dilema de seguir con el grupo o no. Pero no podían defraudar a los miles de fanes que esperaban ansiosos su gira, así que decidieron arriesgarse y seguir en el grupo como cuarteto. La gira fue un rotundo éxito en la que los chicos demostraron que podían seguir triunfando como cuarteto.
En febrero del 96 editaron el que sería su último sencillo “How deep is your love”.
El 13 de febrero de 1996 Take That anunció su separación cuando daba una rueda de prensa en la que Gary fue el encargado de dar la noticia: “Desafortunadamente los rumores son ciertos. “How deep is your love” va a ser nuestro último sencillo juntos y “Greatest hits” será nuestro último álbum. Y, por ahora, no hay más…”

### 2005-06: Reunión yNever Forgety The Ultimate Tour
Casi diez años después de su separación, se publicaron, el 14 de noviembre de 2005, un CD y DVD conmemorativos con todos sus éxitos, que incluyen los ocho números uno que consiguieron en los noventa, un remix de su hit "Relight my fire" y un tema inédito grabado en 2005.
El 16 de noviembre de 2005 ITV emitió el documental Take That For The Record, donde los cinco miembros de Take That contaban la historia de la banda. El programa batió récord de emisión.
Después del documental, el mánager de Mark Owen recibió una oferta concreta de un promotor para hacer una gira nostálgica para el recuerdo de sus fanes y, así, el 2 de diciembre de 2005 salieron a la venta 275.000 entradas para su gira The Ultimate Tour, que no saldría de su país de origen. Tal fue la demanda de entradas, que se agotaron en menos de tres horas. Los cuatro miembros de la banda ofrecieron a Robbie Williams que se uniera a la gira, pero él estaba ocupado con su propia gira en solitario, "The Close Encounters Tour", y decidió no participar, aunque sus ex compañeros le tuvieron muy presente en forma de holograma gigante proyectado sobre una cortina de agua al principio de la canción "Could It Be Magic". El propio Robbie grabó el vídeo y la introducción de la canción para sus compañeros.

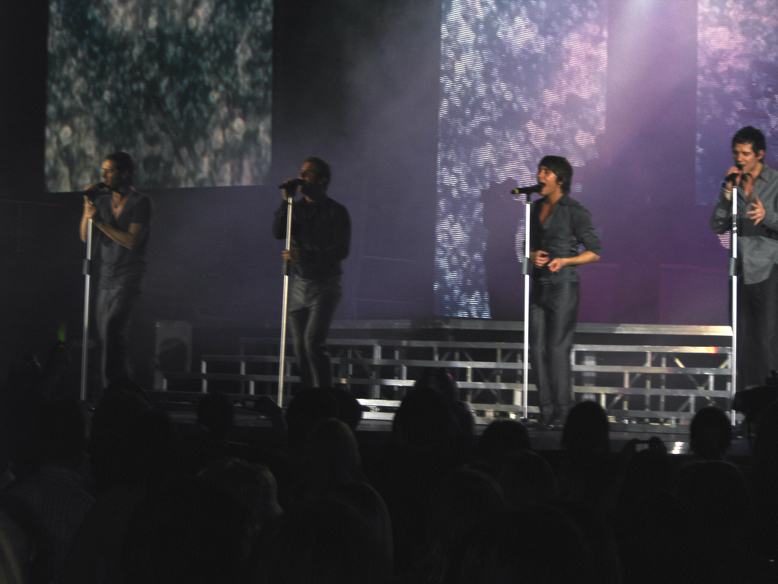
Take That en el Newcastle Metro Radio Arena en noviembre de 2007.

### 2006-09:Beautiful WorldyThe Circus
Después del reconocimiento de público y crítica, y vista la gran acogida que tuvo la gira de regreso, el 9 de mayo de 2006 Take That anunció que grabaría un nuevo disco después de finalizar su gira. Fue Polydor Records la encargada de hacer un contrato de 4,5 millones de euros a la banda. El 10 de octubre de 2006 se estrenó su nuevo sencillo tras diez años de silencio, Patience. Como últimos retoques a su nuevo disco, la banda acudió a la ciudad española de Granada los días 17 y 18 de octubre de 2006 para hacer las fotos que aparecen en el libreto del CD y en las portadas de los sucesivos singles.
El 27 de noviembre de 2006, salió a la venta su quizás más esperado disco Beautiful World, superando incluso en ventas a cualquiera de sus anteriores álbumes. Su primer sencillo fue "Patience", que el 14 de febrero de 2007 ganó el Brit Award, el galardón más prestigioso de la música británica, al mejor sencillo británico, además de haber estado durante semanas en el número uno de las listas del Reino Unido.
Take That participó como artista invitado en el concierto homenaje de Lady Di en julio de 2007, actuando en penúltimo lugar debido a la gran expectación que su actuación despertaba.
En octubre comenzó su gira europea "Beautiful World Tour" que pasó por países como Irlanda, España, Alemania, Italia, Austria, Holanda, Suiza, Suecia, Dinamarca y su Inglaterra natal.
Las entradas para Inglaterra y especialmente para Manchester, lugar de procedencia de la banda, se agotaron en cuestión de horas, por lo que tuvieron que ampliar las fechas hasta dar un total de cuarenta y nueve conciertos, cifra que se redondearía a cincuenta con el concierto especial de año nuevo en el O2 de Londres. Acorde con las listas oficiales, su DVD Beautiful World Live llegó a ser número uno en ventas de su categoría en España la semana de su emisión (febrero de 2008).
En febrero de 2008 la banda consiguió añadir dos Brit Awards más a su palmarés, en concreto el de Mejor Actuación en Vivo por su reciente gira y el de Mejor Sencillo por Shine.

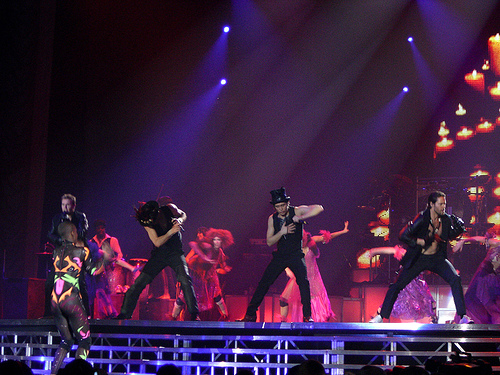
Take That en el Newcastle Metro Radio Arena en 2007.

El 1 de diciembre de 2008 Take That sacó a la venta en Reino Unido su segundo álbum de estudio tras su vuelta, el quinto en su carrera (excluyendo recopilatorios). El CD se llamó The Circus, el cual con 20.000 copias vendidas el mismo día de su lanzamiento, batió todos los récords en el Reino Unido.
Durante el verano de 2009 la banda se embarcó en su más ambicioso tour hasta la fecha, que incluiría numerosos estadios del Reino Unido. Se grabó un DVD en el Wembley Stadium de Londres, con la asistencia de más de 80.000 personas. El tour se llamó "Take That Present: The Circus Live" y, basándose en el título del disco, se inspiró en el mundo circense, con referencias al Circo del Sol y a los espectáculos tradicionales de circo. Con esta gira la banda entró en el Libro Guinness de los Récords 2010 al haber vendido en menos tiempo las entradas para una gira en Reino Unido (650.000 entradas en menos de 5 horas el 31 de octubre de 2008).

#### Controversia
El lanzamiento de The Circus coincidió con la fecha de lanzamiento del sexto álbum de estudio de Britney Spears, Circus, en dicho país. El hecho provocó controversia por parte de la agrupación masculina, cuyo representante afirmó: «Los chicos han trabajado duro durante meses, igual que Britney, y están completamente convencidos de que no desean bajo ninguna circunstancia un cambio en el nombre del disco», mientras que el grupo rehusó la posibilidad de cambiar el nombre de su álbum, tras declarar: «dudamos que esto pueda generar confusión alguna, los fans de Britney irán a la tienda a pedir su disco, y los nuestros preguntarán por el nuevo disco de Take That». Por su parte, ni Britney Spears ni su sello Jive Records se pronunciaron al respecto.[cita requerida]

### 2010-2011:Progressy el regreso de Robbie Williams
El 15 de julio de 2010, fue confirmado que Robbie Williams se ha vuelto a unir a la banda, lanzando nuevo material juntos a finales de noviembre de 2010.
El 6 de octubre se anuncia lanzamiento de su esperado álbum, titulado Progress, fue el 15 de noviembre y el 18 de octubre se dio a conocer la portada del álbum, lo cual un día después se dio a conocer la lista de canciones.
El 14 de noviembre de 2010, actuaron en directo en el programa "X-Factor" presentando su nuevo sencillo, The Flood. Ha sido la primera actuación de los 5 juntos en 15 años.
El primer sencillo de Progress, "The Flood" fue lanzado el día 7 de noviembre (digitalmente) y el 8 de noviembre físicamente (CD). El sencillo alcanzó el puesto número 2 en las listas del Reino Unido y hasta la fecha ha vendido más de 500.000 copias en el Reino Unido solamente. El éxito también se logra en todo el continente europeo.
El 26 de octubre de 2010, los intergrantes de la banda confirmaron una rueda de prensa, ahí anunciaron que el grupo se embarcará en una gran gira por Reino Unido comenzando el 27 de mayo de 2011 en Sunderland, de ahí cantarán 8 noches en Mánchester y en Londres y terminando el 29 de julio en Múnich, Alemania. Ahí se escucharán los temas de “Progress”, los clásicos de Take That y Robbie Williams cantando sus éxitos de su carrera de solitario, aunque precisaron que la colaboración no será permanente, ya que Robbie Williams pretende seguir con su carrera en solitario. La gira Progress Live rompió todos los récords de venta de entradas de venta de más de 1,1 millones de entradas en un día rompiendo el récord de taquilla de The Circus Tour en 2008.
En el primer día del lanzamiento de Progress logró vender 235.000 copias. El álbum alcanzó el número 1 en el Reino Unido, vendiendo alrededor de 520.000 copias en su primera semana.
El álbum, hasta la fecha, ha mantenido el número uno durante seis semanas consecutivas en el Reino Unido desde su lanzamiento, la venta de 2 millones de copias solo en Reino Unido [51] y convirtiéndose en el álbum más vendido de 2010. Progress también logra el éxito por Europa, donde debutó en el número uno en Irlanda, Grecia, Alemania y Dinamarca y Top 100 Albums de Europa. También debutó en el top 10 de las listas en Austria, Italia, Países Bajos, Suecia y Suiza.
"Kidz" fue anunciado como el segundo sencillo de Progress, que fue lanzado 21 de febrero de 2011 en Reino Unido y en toda Europa. La banda interpretó la canción en vivo en el Brit Awards 2011 celebrado en el 02 Arena, donde ganó un Brit por Mejor Grupo Británico y fueron nominados a mejor álbum británico. Su interpretación de Kidz fue elogiado por los críticos que incluía una rutina altamente coreografiada con bailarines vestidos de policía que llevaban el símbolo de Take That en el uniforme y en los escudos.
El 29 de abril, Take That anunció que grabó la canción oficial de la película X-Men: First Class. La canción se titula "Love Love" fue lanzado mundialmente para su descarga digital el 11 de mayo de 2011. Fue interpretada por primera vez el 11 de mayo en vivo en ITV National Movie Awards 2011.
El 19 de mayo de 2011, Take That anunció un nuevo EP titulado Progressed, que contenía ocho canciones que fueron escritas por la banda desde que se reunió como quinteto.
Progress Live fue filmado el 10 y 11 de junio de 2011 en el City of Manchester Stadium y será lanzado en DVD y Blu-ray el 21 de noviembre de 2011.
El 20 de octubre se anunciaba por medio de su página oficial que Progress Live saldrá también como álbum (además también disponible en formato DVD e Blu-Ray para el 21 de noviembre) será lanzado el 28 de noviembre y cuenta con todas las canciones éxitos realizado por Take That y Robbie durante el espectáculo. El álbum incluye algunos de sus más grandes canciones de su increíble historia de 20 años, una selección en solitario de Robbie y los éxitos del álbum "Progress", con una venta de ya tres millones copias vendidas.

### 2014-17: Reformación como trío yIIIyWonderland
Tras la marcha de Jason Orange, y ya como un trío formado por Gary Barlow, Howard Donald y Mark Owen, Take That publica su séptimo álbum de estudio llamado III (el lanzamiento del cual está previsto para el 1 de diciembre de 2014) cuyo primer sencillo en salir al mercado es "These Days".
Así mismo, la banda anuncia que durante 2015 dará una gira de 24 conciertos en 8 estadios de Gran Bretaña e Irlanda finalizando ésta el 9 de junio en Londres. Take that participó en los Brit Awards 2015 con su sencillo Let in the Sun en Londres.
El 2 de febrero de 2016, en una entrevista con The Sun, Barlow reveló que Take That lanzaría su octavo álbum de estudio más adelante ese año. El 4 de mayo de 2016, el dúo inglés de batería y bajo Sigma anunció que su nuevo sencillo incluiría una la colaboración con Take That. "Cry" recibió su primera reproducción de radio el 20 de mayo de 2016 y fue lanzado en esa fecha. El 21 de octubre de 2016, la banda publicó un adelanto en sus páginas de redes sociales y en su sitio web que mostraba el logo de la banda parpadeando con el hashtag "#WONDERLAND". Al día siguiente, se anunció que su nuevo álbum, titulado Wonderland, estaba programado para ser lanzado el 24 de marzo de 2017. Luego fue seguido por una gira por estadios del Reino Unido e Irlanda titulada: "Wonderland Live", que comenzó el 5 de mayo de 2017 en el Genting Arena, en Birmingham.

### 2018-23: Treinta aniversario,OdysseyyThis Life
El 16 de julio de 2018, mientras actuaban por primera vez en Hits Radio Live en el Manchester Arena, Barlow, Donald y Owen confirmaron que estarían de gira en 2019. La gira fue una gira de "Greatest Hits" y celebró el 30 aniversario de la banda. También hubo un álbum recopilatorio englobando sus éxitos, Odyssey, que se lanzó el 23 de noviembre de 2018.

## En otros medios
Take That escribió y grabó el tema "Rule the World" para el filme Stardust dirigido por Matthew Vaughn, que fue estrenado en los cines de todo el mundo en agosto de 2007. Además de esta canción, la banda, por expreso deseo del director, compuso una melodía a modo de epílogo que sirviera como unión entre la banda sonora (compuesta por Ilan Eshkeri) y la canción "Rule the World" que aparecía al principio de los créditos. La pieza, llamada "Epilogue", dura alrededor de un minuto.
En abril de 2006, Gary Barlow y EMI permitieron que las canciones de la banda fueran usadas en el musical Never Forget, un musical basado en las canciones de la banda de los años noventa. El musical fue realizado en 2007 y 2008 y presentado en el Savoy Theatre de Londres, en mayo de 2008. La banda envió un comunicado a través de su página web desvinculándose del proyecto, al que solamente le unía la música utilizada.
El 11 de junio de 2011 lanzaron el sencillo Love Love como parte de la banda sonora de la película X-Men: primera generación también dirigida por Matthew Vaughn, seguido poco después de When we were young, que será B.S.O. de la nueva edición del film de Los tres mosqueteros. También lanzaron el sencillo Get Ready for It como parte de la película Kingsman, también dirigida por Matthew Vaughn. Dicha canción aparece en los créditos finales.

## Miembros

### Miembros actuales
- Howard Donald (1990-1996, 2005-presente)
- Gary Barlow (1990-1996, 2005-presente)
- Mark Owen (1990-1996, 2005-presente)

### Miembros anteriores
- Jason Orange (1990-1996, 2005-2014)
- Robbie Williams (1990-1995, 2010-2013)

## Discografía
Álbumes de estudio
| - Take That & Party (1992) - Everything Changes (1993) - Nobody Else (1995) - Beautiful World (2006) - The Circus (2008) - Progress (2010) - III (2014) - Wonderland (2017) - This Life (2023) |

## Giras
- Party Tour (1992–93)
- Everything Changes Tour (1993–94)
- Pops Tour (1994–95)
- Nobody Else Tour (1995)
- The Ultimate Tour (2006)
- Beautiful World Tour (2007)
- Take That Present The Circus Live (2009)
- Progress Live (2011)
- Take That Live (2015)
- Wonderland Live (2017)
- Greatest Hits Live (2019)
- This Life on Tour (2024)

## Premios y nominaciones
| Premio               | Año  | Nominado(s)              | Categoría                                 | Resultado | Ref.   |
| -------------------- | ---- | ------------------------ | ----------------------------------------- | --------- | ------ |
| Premios Brit         | 1993 | Ellos mismos             | Artista revelación británico              | Nominado  | [ 2 ]  |
| Premios Brit         | 1993 | "It Only Takes a Minute" | Canción británica del año                 | Nominado  | [ 2 ]  |
| Premios Brit         | 1993 | "A Million Love Songs"   | Canción británica del año                 | Nominado  | [ 2 ]  |
| Premios Brit         | 1993 | "Could It Be Magic"      | Canción británica del año                 | Ganador   | [ 2 ]  |
| Premios Brit         | 1994 | "Pray"                   | Canción británica del año                 | Ganador   | [ 3 ]  |
| Premios Brit         | 1994 | "Pray"                   | Vídeo británico del año                   | Ganador   | [ 3 ]  |
| Premios Brit         | 1994 | Themselves               | Grupo británico                           | Nominado  | [ 3 ]  |
| Premios Brit         | 1996 | "Back for Good"          | Vídeo británico del año                   | Nominado  | [ 4 ]  |
| Premios Brit         | 1996 | "Back for Good"          | Canción británica del año                 | Ganador   | [ 4 ]  |
| Premios Brit         | 2007 | "Patience"               | Canción británica del año                 | Ganador   | [ 5 ]  |
| Premios Brit         | 2008 | "Shine"                  | Canción británica del año                 | Ganador   | [ 6 ]  |
| Premios Brit         | 2008 | Themselves               | Artista británico en vivo                 | Ganador   | [ 6 ]  |
| Premios Brit         | 2008 | Themselves               | Grupo británico                           | Nominado  | [ 6 ]  |
| Premios Brit         | 2008 | Beautiful World          | Álbum británico del año                   | Nominado  | [ 6 ]  |
| Premios Brit         | 2009 | Ellos mismos             | Grupo británico                           | Nominado  | [ 7 ]  |
| Premios Brit         | 2010 | The Beatles Medley       | Live Performance of 30 Years              | Nominado  | [ 8 ]  |
| Premios Brit         | 2011 | Ellos mismos             | Grupo británico                           | Ganador   | [ 9 ]  |
| Premios Brit         | 2011 | Progress                 | Álbum británico del año                   | Nominado  | [ 9 ]  |
| Premios Ivor Novello | 1994 | "Pray"                   | Mejor canción contemporánea               | Ganador   | [ 10 ] |
| Premios Ivor Novello | 1994 | Gary Barlow              | Compositor del año                        | Ganador   | [ 10 ] |
| Premios Ivor Novello | 1994 | "Babe"                   | Mejor canción comercial                   | Nominado  | [ 10 ] |
| Premios Ivor Novello | 1996 | "Back for Good"          | Mejor canción comercial                   | Ganador   | [ 10 ] |
| Premios Ivor Novello | 1996 | "Back for Good"          | Mejor trabajo en vivo                     | Ganador   | [ 10 ] |
| Premios Ivor Novello | 1996 | "Back for Good"          | International Hit of the Year             | Nominado  | [ 10 ] |
| Premios Ivor Novello | 1996 | "Back for Good"          | Mejor musicalidad y letra                 | Nominado  | [ 10 ] |
| Premios Ivor Novello | 2008 | "Shine"                  | Mejor trabajo en vivo                     | Ganador   | [ 10 ] |
| Premios Ivor Novello | 2012 | Ellos mismos             | Outstanding Contribution to British Music | Ganador   | [ 10 ] |
| Premios Ivor Novello | 2012 | "The Flood"              | Mejor trabajo en vivo                     | Nominado  | [ 10 ] |